# Мали Мошуњ
Мали Мошуњ је насељено место у Босни и Херцеговини у општини Витез. Административно припада Федерацији Босне и Херцеговине, односно њеном Средњобосанском кантону. Према попису становништва из 2013. у насељу је било 792 становника, а већинску популацију у насељу чинили су Хрвати.
Кроз село протиче река Лашва, притока Босне.

## Становништво
По последњем службеном попису становништва из 2013. године у насељу Мали Мошуњ живело је 792 становника, а село је било етнички хомогено са већинском хрватском популацијом.
| Националност | 2013. | 1991.        | 1981.          | 1971.        | 1961.        |
| Бошњаци      | —     | 0            | 410 (19,43%)   | 130 (15,08%) | 98 (12,78%)  |
| Хрвати       | —     | 741 (97,89%) | 1.524 (72,23%) | 687 (79,70%) | 593 (77,31%) |
| Срби         | —     | 0            | 124 (5,87%)    | 40 (4,64%)   | 72 (9,83%)   |
| Југословени  | —     | 9 (1,18%)    | 41 (1,94%)     | 0            | 1 (0,13%)    |
| Мађари       | —     | 0            | 4 (0,19%)      | 1 (0,11%)    | 0            |
| Црногорци    | —     | 0            | 2 (0,09%)      | 0            | 0            |
| Роми         | —     | 0            | 0              | 4 (0,46%)    | 0            |
| остали       | —     | 7 (0,92%)    | 5 (0,23%)      | 0            | 3 (0,39%)    |
| Укупно       | 792   | 757          | 2.110          | 862          | 767          |